# 珍·考克斯基
珍·考克斯基（Jane Krakowski，1968年10月11日—）是美國女演員、喜劇演員和歌手。她最出名的是在NBC諷刺喜劇系列《超級製作人》中飾演珍娜·馬羅尼（Jenna Maroney），為此她獲得了四項黃金時段艾美獎喜劇類最佳女配角提名。

## 簡介
珍·考克斯基出生於新澤西州帕西帕尼-特洛伊山，奇父親的家族來自波蘭克拉科夫，原本的姓氏拼法為"Krajkowski"。她的母親芭芭拉是一名大學戲劇教師和女子劇團的製作藝術總監，她的父親艾德是一名化學工程師。此外，她有一個哥哥。由於母親的職業，珍·考克斯基的童年經常在劇場中度過。她從四歲開始上芭蕾課。當她開始擔任演員時，她去掉了姓氏中的“j”。

## 外部連結
- Jane Krakowski在互联网电影资料库（IMDb）上的資料（英文）
- 在AllMovie上珍·考克斯基的頁面（英文）